# Короткая, Елена Викторовна
Елена Викторовна Короткая (укр. Оле́на Ві́кторівна Коро́тка, урожд. Смирнова) (2 октября 1983 года, Днепропетровск) — украинская шашистка, арбитр, тренер. Специализируется в игре на малой доске (шашки-64). Международный гроссмейстер (2016). Гроссмейстер Украины (2009). Бронзовый призёр чемпионата мира по международным шашкам (2023). Чемпионка мира по бразильским шашкам (2018) и русским шашкам 2018 года. Член президиума Днепродзержинской городской федерации шашек с 2010 года. Судья первой категории по шашкам.
Семикратная Чемпионка Мира по шашкам-64 среди девушек в разных видах программ и возрастных групп.
Вице-чемпион мира в шашки-64 (быстрые шашки, 2009, блиц, 2009).
Чемпионка Украины среди женщин.
7-кратная чемпионка мира и 3-кратная чемпионка Европы среди девушек.
Первый тренер — Дмитрий Мариненко.
Проживает с 2001 года в Днепродзержинске.

## Спортивные результаты
Результаты вне классической программы указаны.
1996
- Бронзовый призёр чемпионата мира по шашкам-64 среди кадетов

1997
- Бронзовый призёр чемпионата мира по шашкам-64 среди юниоров
- Серебряный призёр чемпионата Украины по шашкам-64 среди кадетов

1998
- чемпионка мира по шашкам-64 среди кадетов
- Бронзовый призёр чемпионата мира по шашкам-64 среди кадетов (быстрая программа)
- чемпионка мира по шашкам-64 среди кадетов (молниеносная программа)
- Бронзовый призёр чемпионата мира по шашкам-64 среди юниоров
- Серебряный призёр чемпионата Украины по шашкам-64 среди юниоров

1999
- чемпионка мира по шашкам-64 среди юниоров
- чемпионка мира по шашкам-64 среди кадетов
- Серебряный призёр чемпионата Украины по шашкам-64 среди женщин
- Бронзовый призёр чемпионата мира по шашкам-100 среди юниоров

2000
- чемпионка мира по шашкам-64 среди юниоров
- чемпионка Европы по шашкам-64 среди юниоров
- чемпионка Украины по шашкам-64 среди юниоров
- Бронзовый призёр чемпионата Украины по шашкам-100 среди женщин

2002
- чемпионка мира по шашкам-64 среди юниоров
- чемпионка мира по шашкам-64 среди юниоров (быстрая программа)
- Серебряный призёр чемпионата Украины по шашкам-64 среди женщин (быстрая программа)

2004
- Обладатель Кубка Украины по шашкам-64 среди женщин
- Обладатель Кубка Украины по шашкам-64 среди женщин (быстрая программа)
- Бронзовый призёр чемпионата Украины по шашкам-100 среди женщин (молниеносная программа)

2005
- чемпионка Европы по шашкам-64 среди молодёжи
- чемпионка Украины по шашкам-64 среди женщин

2006
- Серебряный призёр чемпионата Европы по шашкам-64 среди молодёжи
- Серебряный призёр чемпионата Европы по шашкам-64 среди молодёжи (молниеносная программа)
- Обладатель Кубка Украины по шашкам-64 среди женщин
- Обладатель Кубка Украины по шашкам-100 среди женщин (молниеносная программа)

2007
- чемпионка Украины по шашкам-64 среди женщин (молниеносная программа)

2008
- Серебряный призёр чемпионата Украины по шашкам-64 среди женщин

2009
- Серебряный призёр чемпионата мира по шашкам-64 среди женщин (быстрая программа)
- Серебряный призёр чемпионата мира по шашкам-64 среди женщин (молниеносная программа)
- чемпионка Украины по шашкам-64 среди женщин

2010
- Серебряный призёр чемпионата Украины по шашкам-64 среди женщин
- Серебряный призёр чемпионата Украины по шашкам-64 среди женщин (быстрая программа)
- Серебряный призёр чемпионата Украины по шашкам-64 среди женщин (молниеносная программа)
- Обладатель Кубка Украины по шашкам-64 среди женщин (быстрая программа)

2011
- чемпионка Украины по шашкам-64 среди женщин (быстрая программа)
- чемпионка Украины по шашкам-64 среди женщин (молниеносная программа)
- Обладатель Кубка Украины по шашкам-64 среди женщин (быстрая программа)
- Обладатель Кубка Украины по шашкам-64 среди женщин (молниеносная программа)